# Ben Savage
Ben Savage, all'anagrafe Bennett Joseph Savage (Highland Park, 13 settembre 1980), è un attore statunitense.

## Biografia
Savage nasce a Highland Park, nell'Illinois, il 13 settembre del 1980 da una famiglia ebraica di origini polacche, ucraine, tedesche e lettoni, figlio di Lewis e Joanne Savage. Suo fratello maggiore è il ben più noto Fred Savage, mentre sua sorella Kala è una musicista. Inizia a recitare a soli 5 anni e il suo primo grande ruolo è Giovanni Gentile (1988) con Judd Hirsch. Poi inizia a interpretare nei film più importanti come Wild Palms (1993) e nella sitcom Crescere, che fatica! che lo ha reso famoso. 
Durante il lavoro come attore, studiava all'università nel celebre Stanford University dove nel 2004 si è laureato in Scienze Politiche. 
Nell'estate del 2003 ha seguito uno stage presso l'ufficio del senatore Arlen Specter.

## Riconoscimenti
Durante la sua carriera l'attore ha conseguito una vittoria ai Blimp Award relativamente alla serie televisiva Crescere, che fatica!, per la quale ha ricevuto anche 3 nomination concernenti gli Young Artist Awards e una nomination riguardante gli YoungStar Award; un'altra nomination per gli Young Artist Awards è stata ottenuta per il film Piccoli mostri.

## Filmografia

### Attore

#### Cinema
- Piccoli mostri (Little Monsters), regia di Richard Greenberg (1989)
- Dall'oggi al domani (Big Girls Don't Cry... They Get Even), regia di Jean-Marie Straub e Danièle Huillet (1992)
- Ma chi me l'ha fatto fare (Clifford), regia di Paul Flaherty (1994)
- Swimming Upstream, regia di Robert J. Emery (2002)
- Car Babes, regia di Nick Fumia e Chris Wolf (2006)
- Palo Alto, CA, regia di Brad Leong (2007)
- Closing Time, regia di Brett Gursky (2010) - cortometraggio
- Peace and Riot, regia di Damion Stephens (2013)
- The Caterpillar's Kimono, regia di Bailey Kobe (2013)

#### Televisione
- Dear John - serie TV, 5 episodi (1988-1990)
- Blue Jeans (The Wonder Years) - serie TV, episodio 3x14 (1990)
- Hurricane Sam, regia di Jeff Melman (1990) - film TV
- Un nonno, quattro nipoti e un cane (A Family for Joe) - serie TV, 9 episodi (1990)
- Il risveglio di Claudia (She Woke Up), regia di Waris Hussein (1992) - film TV
- Wild Palms - serie TV, 5 episodi (1993)
- Crescere, che fatica! (Boy Meets World) - serie TV, 158 episodi (1993-2000)
- ABC TGIF - serie TV, 7 episodi (1993-1997)
- Aliens for Breakfast, regia di John T. Kretchmer (1994) - film TV
- Maybe This Time - serie TV, episodio 1x15 (1996)
- Cinque in famiglia (Party of Five) - serie TV, episodi 3x10, 3x13 (1996)
- Still Standing - serie TV, episodio 3x19 (2005)
- Phil dal futuro (Phil of the Future) - serie TV, episodio 2x08 (2005)
- Making It Legal, regia di Gary Halvorson (2007) - episodio pilota scartato
- Chuck - serie TV, episodio 2x04 (2008)
- Senza traccia (Without a Trace) - serie TV, episodio 7x10 (2008)
- A tutto ritmo (Shake It Up) - serie TV, episodio 2x06 (2011)
- Bones - serie TV, episodio 7x04 (2011)
- Ritorno al lago (Lake Effects), regia di Michael McKay (2012) - film TV
- Girl Meets World - serie TV, 72 episodi (2014-2017)
- Criminal Minds - serie TV, episodi 10x13-15x09 (2015-2020)
- The Leftovers - Svaniti nel nulla (The Leftovers) - serie TV, episodio 3x04 (2017) - non accreditato
- Still the King - serie TV, 4 episodi (2017)
- Speechless - serie TV, episodio 3x01 (2018)
- Homeland - Caccia alla spia (Homeland) - serie TV, episodio 8x11 (2020)
- Amore, luci, vacanze! (Love, Lights, Hannukah!), regia di Mark Jean (2020) - film TV
- Girl in the Shed: The Kidnapping of Abby Hernandez, regia di Jessica Harmon (2022) - film TV

### Produttore
- Girl Meets World - serie TV, 49 episodi (2015-2017)

### Regista
- Girl Meets World - serie TV, 10 episodi (2014-2016)

## Doppiatori italiani
Nelle versioni in lingua italiana dei suoi lavori, Ben Savage è stato doppiato da:
- Paolo Vivio in Crescere, che fatica!, Girl Meets World, Amore, luci, vacanze!
- Fabrizio Vidale in Chuck
- Alberto Bognanni in Bones